# Jogo americano

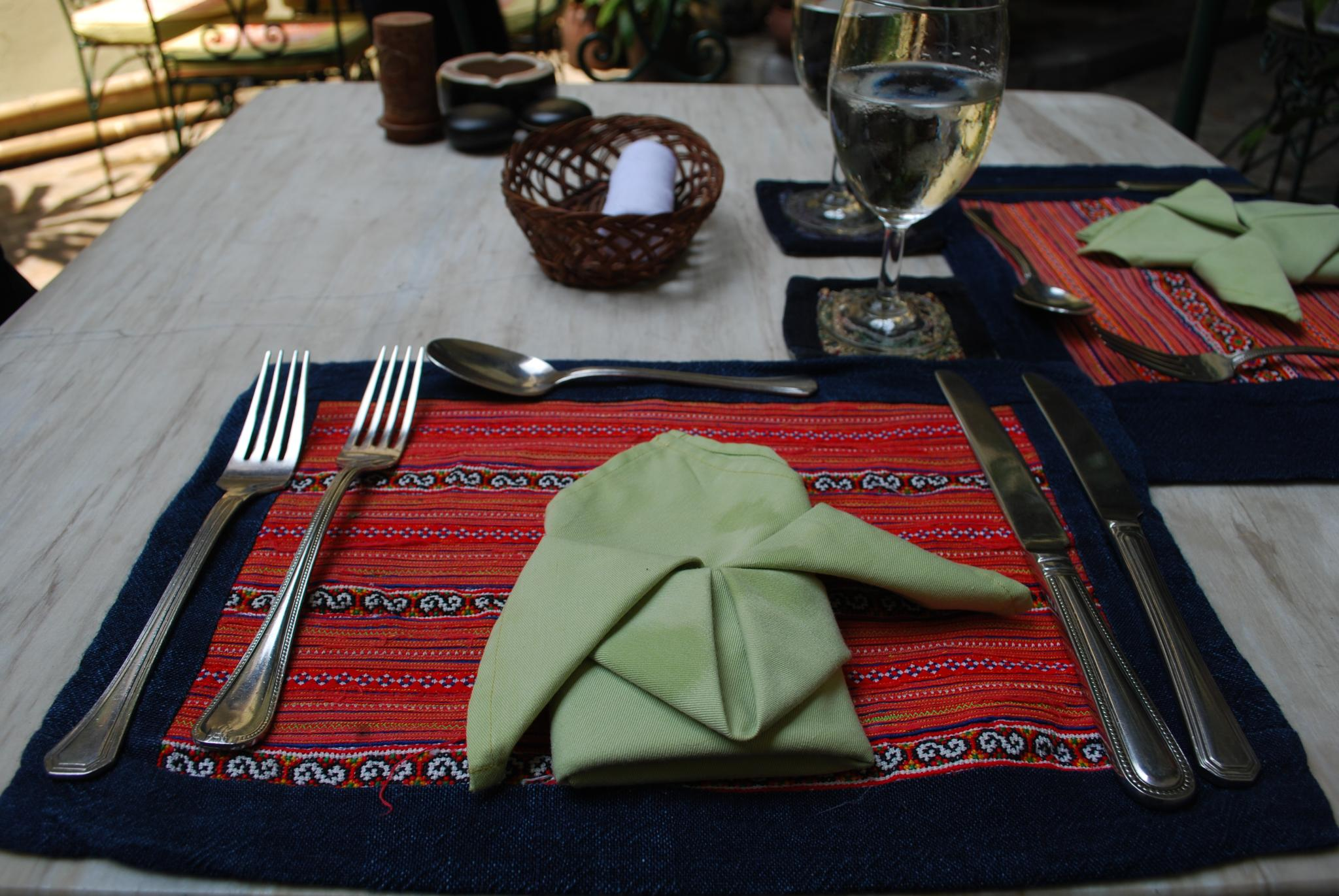
Jogo americano (vermelho e preto), sobre o qual foram depositados talheres e guardanapos.

Um jogo americano é um conjunto de pequenas toalhas de mesa, usualmente fabricadas de tecido, plástico ou palha trançada, sobre as quais se colocam prato, talhares, copo etc. Além de ornamentar o ambiente da refeição, o conjunto ajuda a manter limpa a toalha de mesa principal.